# Gephyrocharax melanocheir
Gephyrocharax melanocheir är en fiskart som beskrevs av Eigenmann 1912. Gephyrocharax melanocheir ingår i släktet Gephyrocharax och familjen Characidae. Inga underarter finns listade i Catalogue of Life.